# Asociación Paralímpica Búlgara
La Asociación Paralímpica Búlgara es el comité paralímpico nacional que representa a Bulgaria. Esta organización es la responsable de las actividades deportivas paralímpicas en el país. Es miembro del Comité Paralímpico Internacional y del Comité Paralímpico Europeo.